# Foradada verda

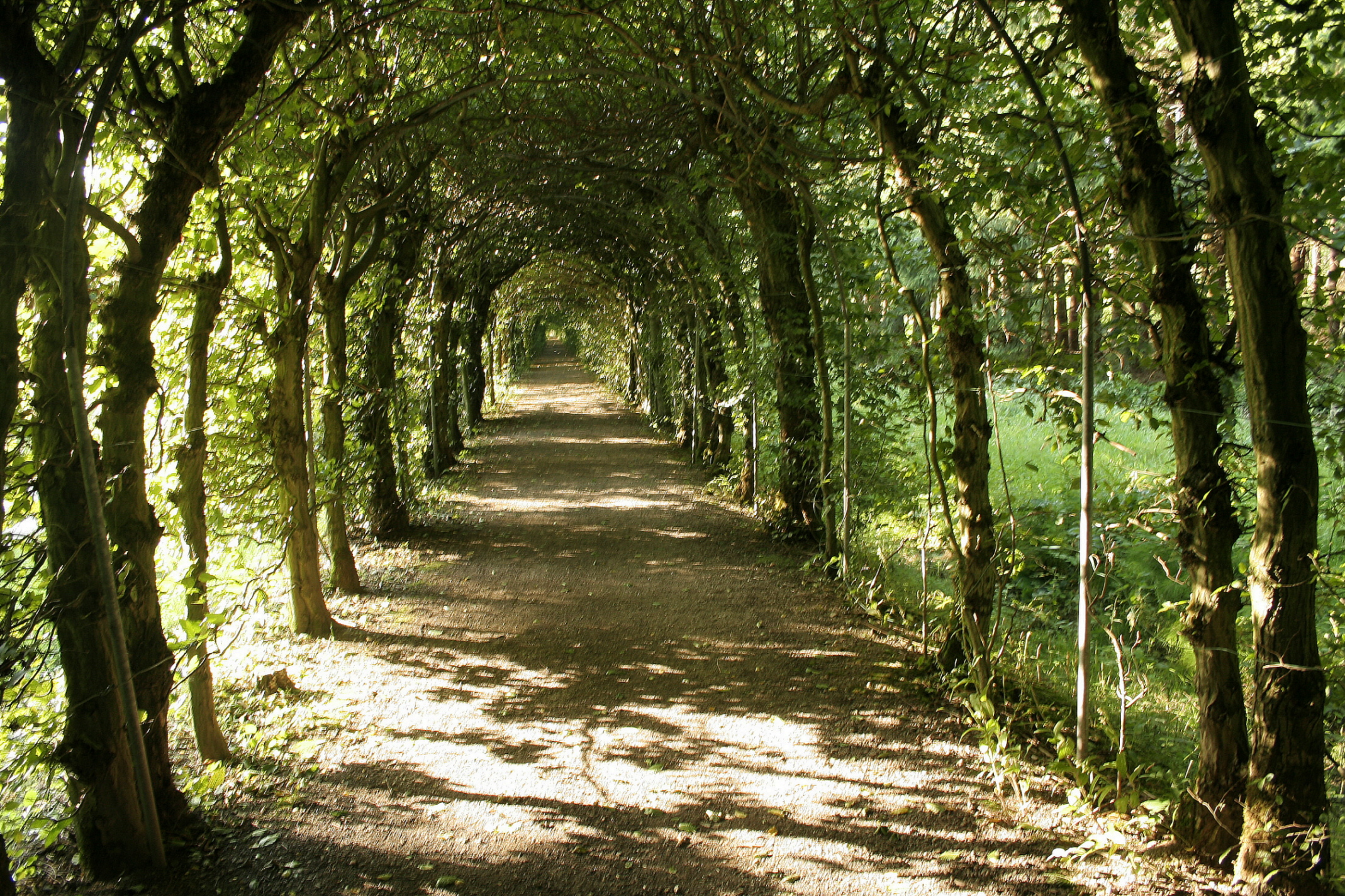
Charmille du Haut-Marais (La Reid, Bèlgica).

Una foradada verda o vial de carpins és una via (eventualment coberta) o una tanca viva espessa tallada i emparrada amb art topiària formada per carpins. La paraula també designa una planta de petits carpins.
Els carpins —en el sentit «passadís» — sovint tenen la característica de no ser despullats a l'hivern, gràcies a la naturalesa marcescent del fullatge del carpí.
Del punt de vista de l'agricultura i l'ecologia, una propietat interessant del carpí és d'atraure colònies senceres de mallerengues, que alliberen els conreus dels seus insectes paràsits.

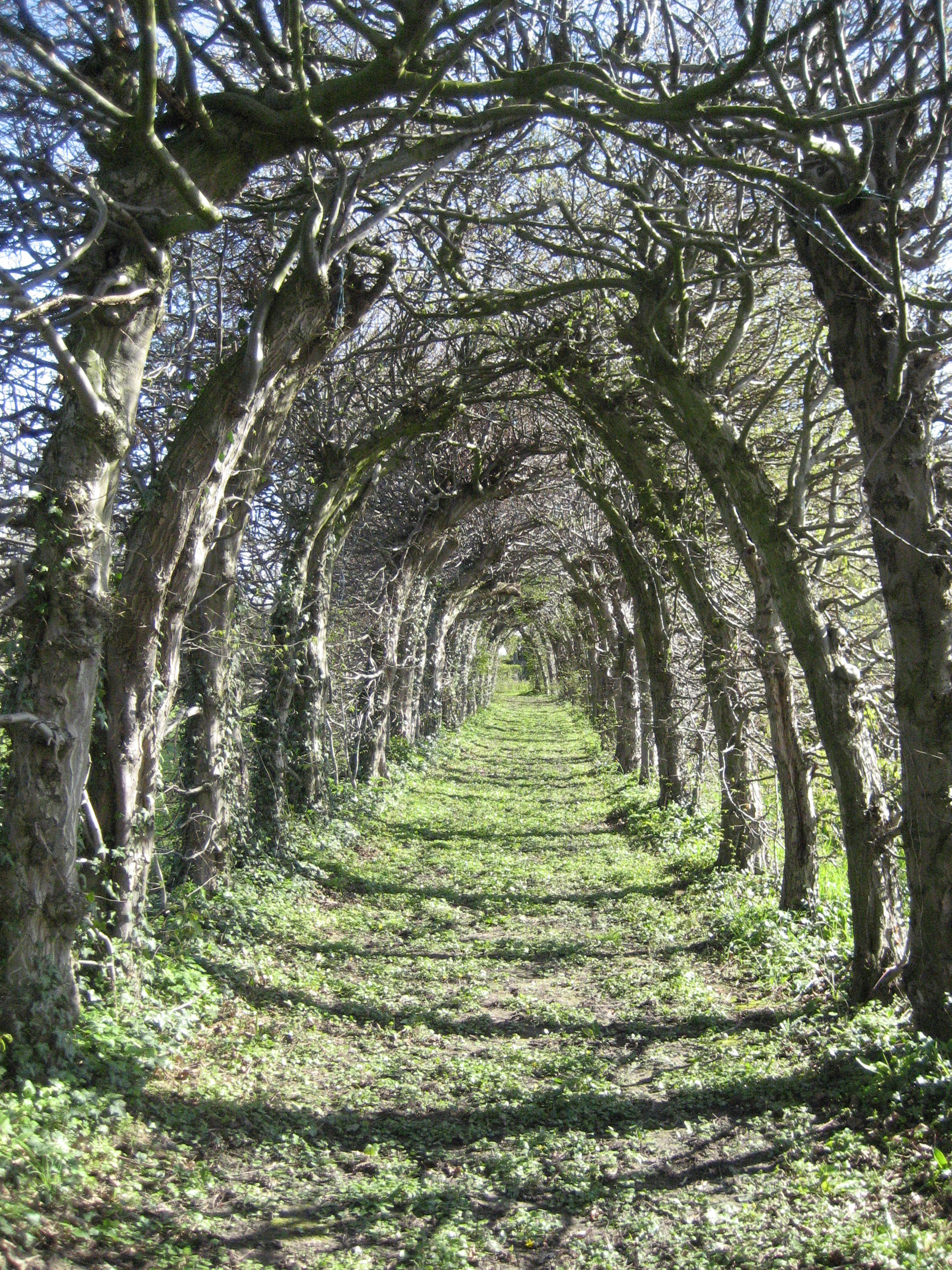
Els carpins de la foradada verda de Pitet, de 180 m de llargada, daten del S. XIX i és inclosa a la llista del patrimoni classificat de Braives, província de Lieja, Bèlgica (1942).

## El bressol
Una de les foradades verdes més importants d'Europa, la charmille du Haut-Marais, és a La Reid (municipi de Theux) a Bèlgica. Creada el 1895 i avui classificada, és formada per 4.700 carpins incurvats (del 60 al 70 % són centenaris) en un veritable túnel vegetal llarg de 573 metres.

### Història de l'Haut-Marais
Al començament del segle xvii, Simon des Marets, receptor general del Príncep-bisbe de Lieja, va fer construir un conjunt format de castell i dependències. La foradada verda va ser erigida l'any 1885 per J. R. Nys, un antic industrial que vivia de rendes. Els carpins van ser plantats pels forestals de La Reid l'any 1885. Com tota la zona de l'Haut-Marais, la foradada verda esdevingué durant molts anys propietat del CPAS de Verviers, que tenia un centre de revalidació en aquestes altures de Theux. El maig del 1991, va ser adquirit com tota la resta de l'Haut-Marais per la província de Lieja que va transformar els edificis en un internat per als alumnes de l'Institut agronòmic de La Reid.

## Galeria

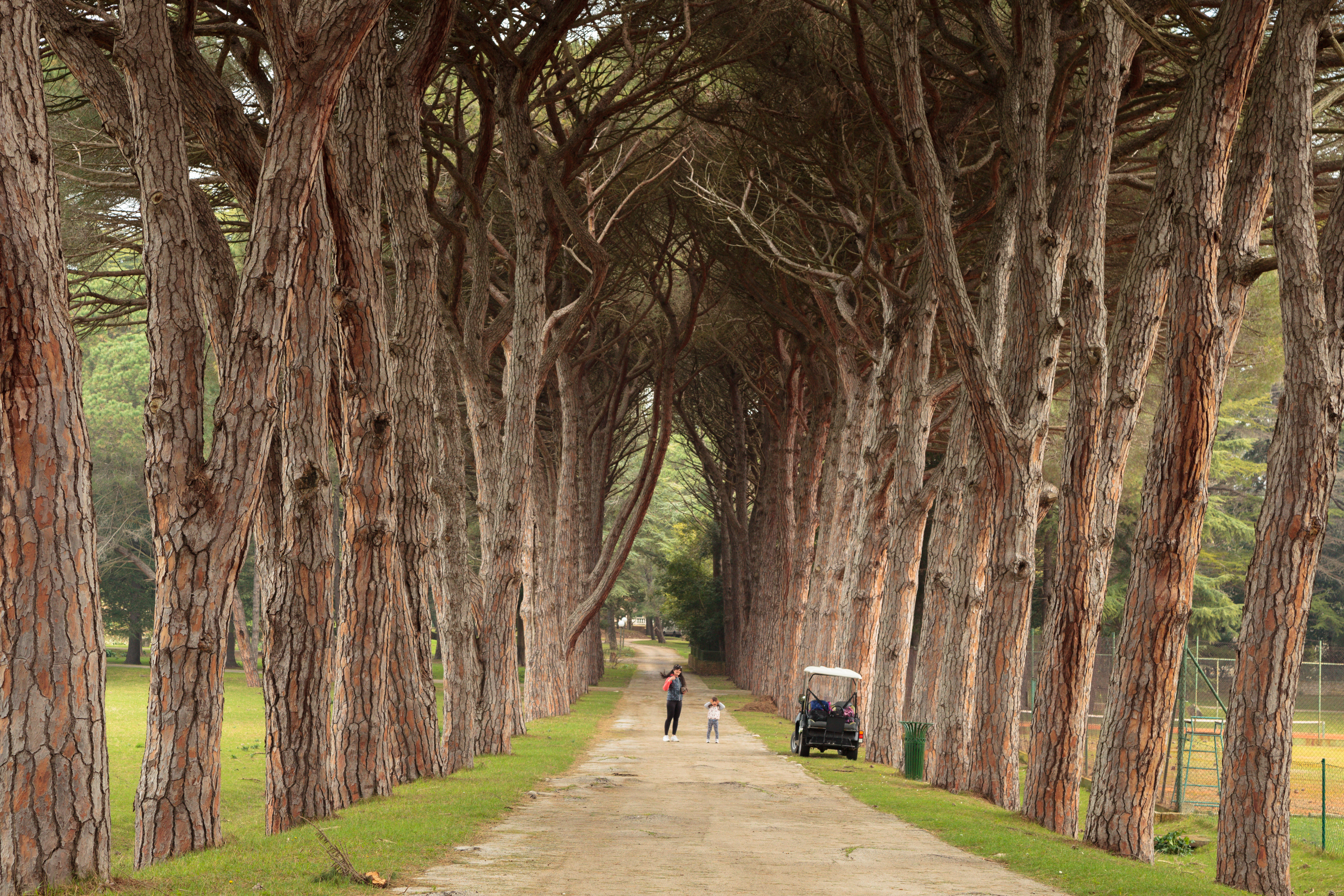
Illes Brijuni, Comtat d'Istria, Croàcia
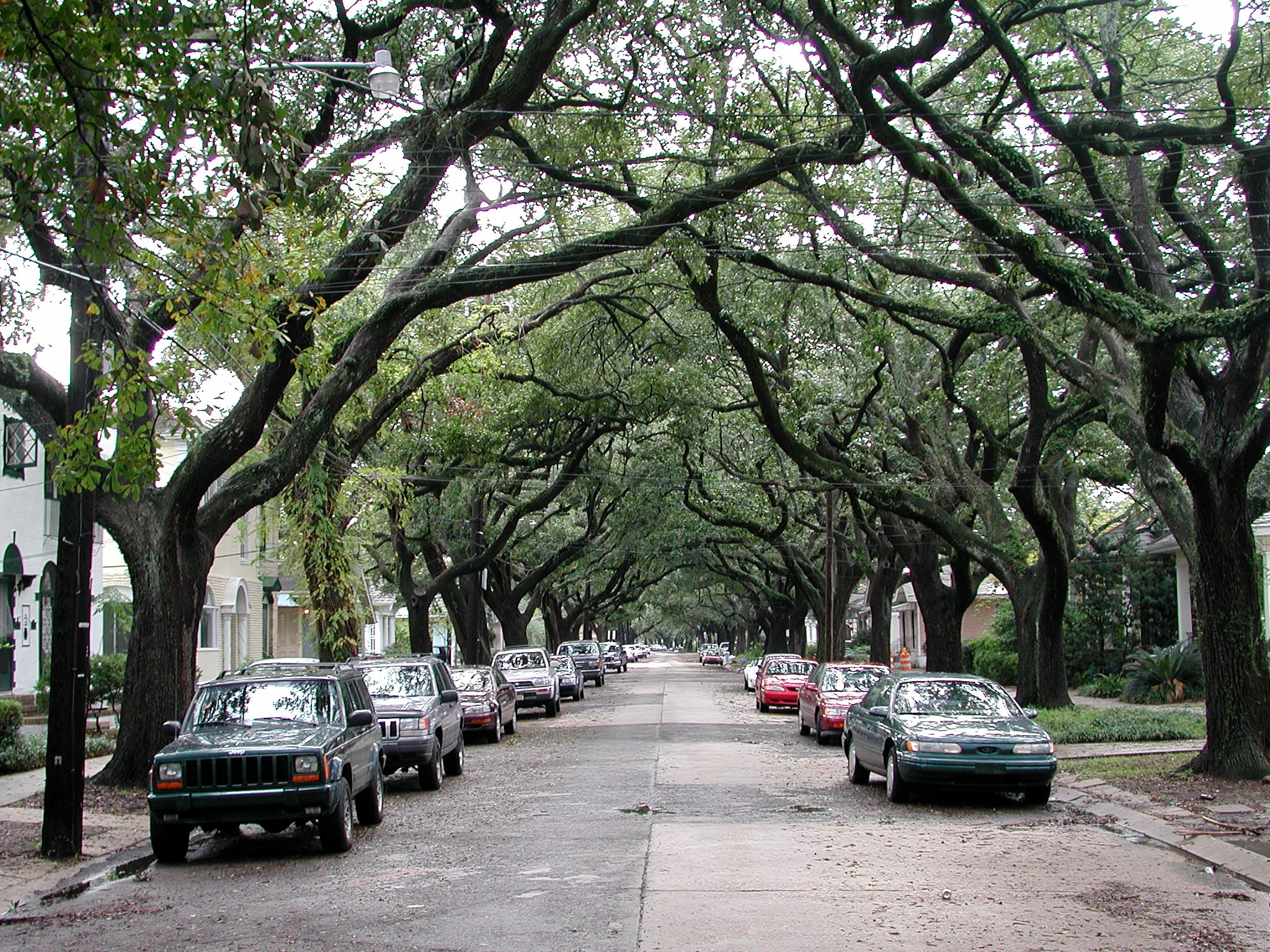
Carrer de Nova Orleans, novembre 2000
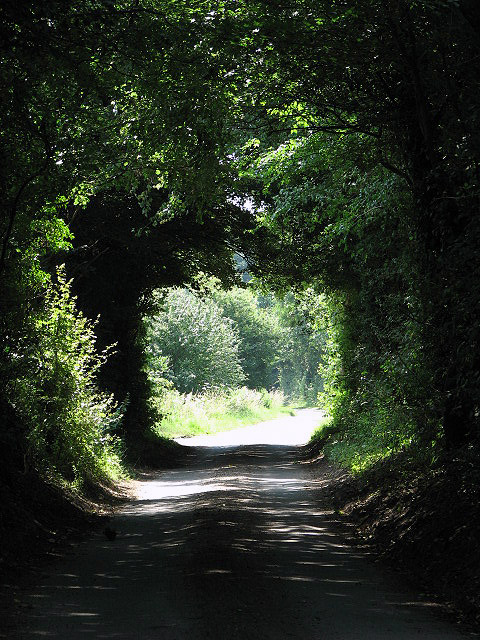
Norfolk, Regne Unit
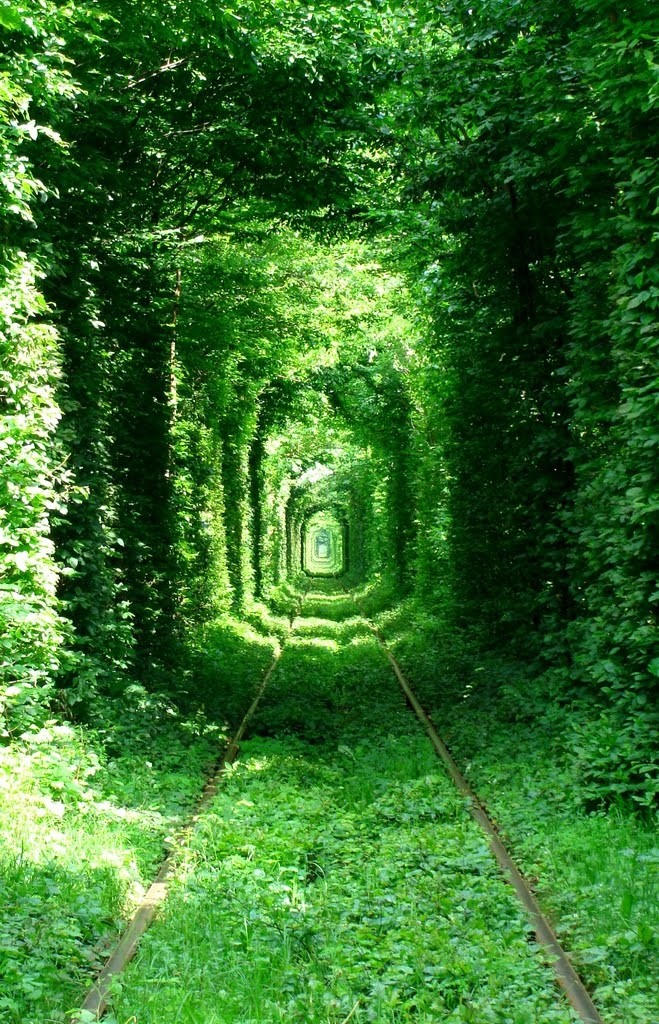
Tunel de l'amor, Klevan, Ucraïna
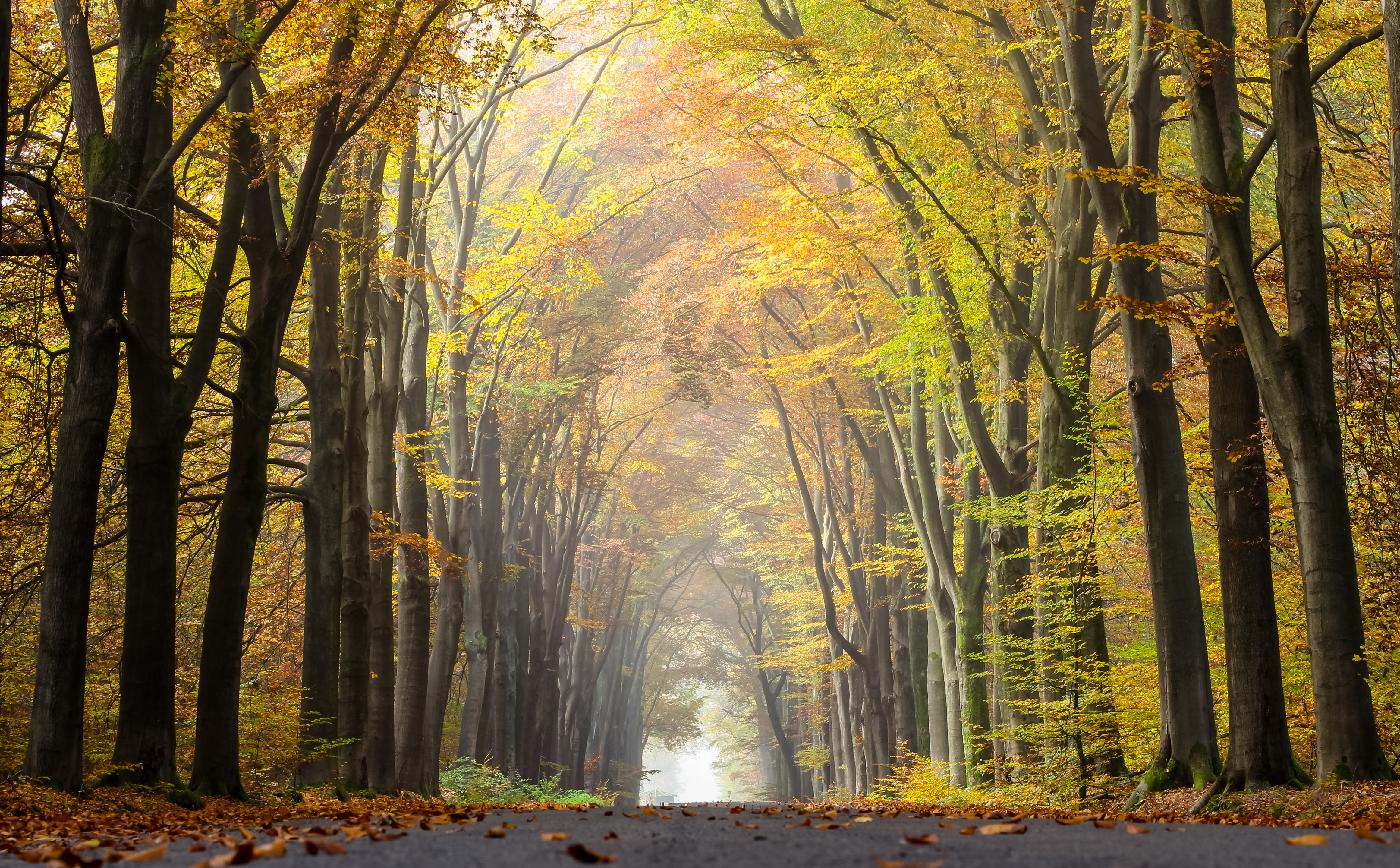
Kirchspiel, Dülmen, Rin del Nord-Westfàlia, Almanya
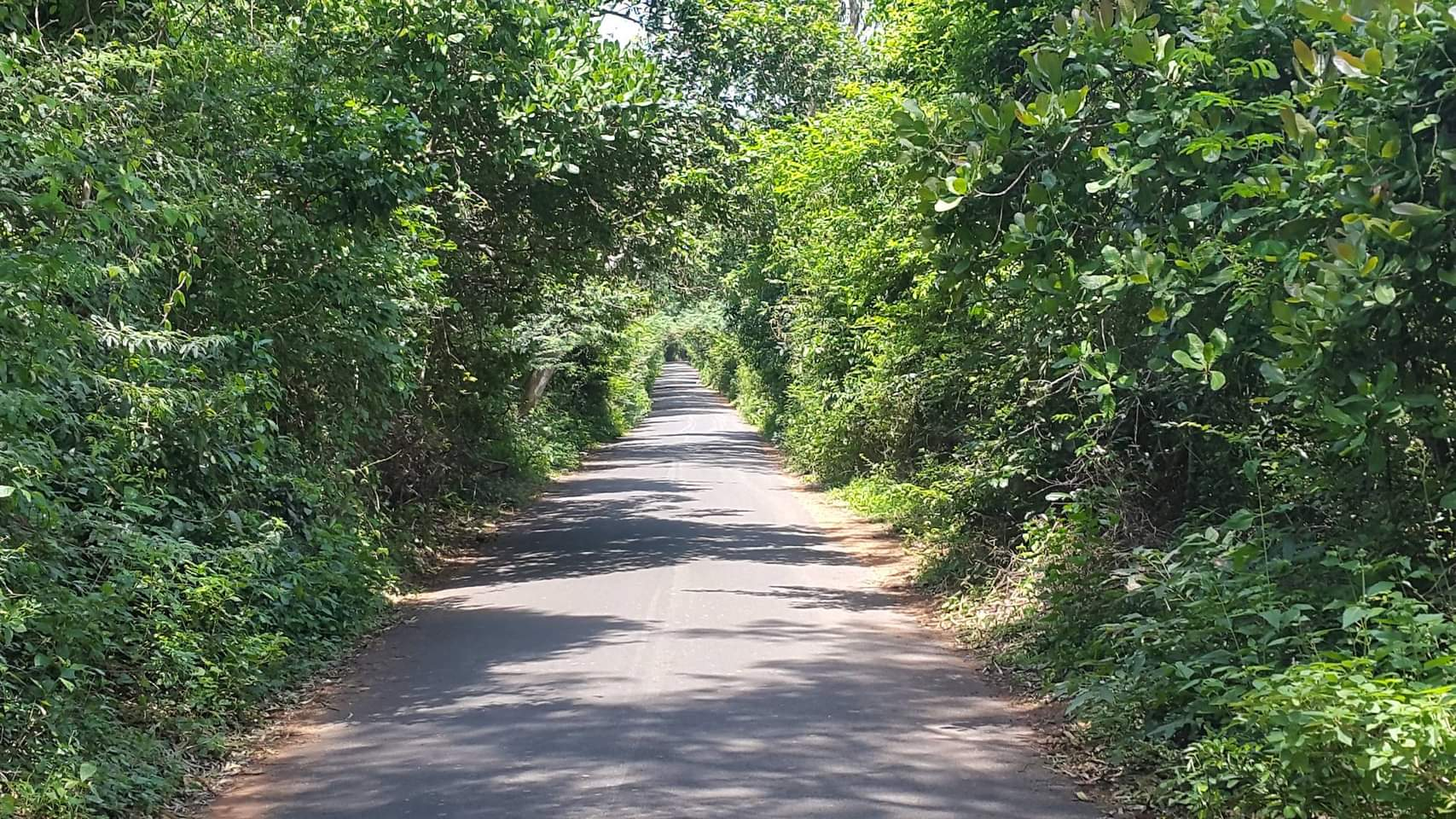
Tunel a Srirampuram village, Rajamahendravaram, Andhra Pradesh, India